# Clay (Alabama)
Clay és una població dels Estats Units a l'estat d'Alabama. Segons el cens del 2000 tenia 4.947 habitants.

## Demografia
Segons el cens del 2000, Clay tenia 4.947 habitants, 1.636 habitatges, i 1.421 famílies. La densitat de població era de 185,3 habitants/km².
Dels 1.636 habitatges en un 49,3% hi vivien nens de menys de 18 anys, en un 76,4% hi vivien parelles casades, en un 8,3% dones solteres, i en un 13,1% no eren unitats familiars. En l'11,2% dels habitatges hi vivien persones soles el 3,9% de les quals corresponia a persones de 65 anys o més que vivien soles. El nombre mitjà de persones vivint en cada habitatge era de 3,02 i el nombre mitjà de persones que vivien en cada família era de 3,26.
Per edats la població es repartia de la següent manera: un 30,7% tenia menys de 18 anys, un 7,4% entre 18 i 24, un 33,6% entre 25 i 44, un 22,4% de 45 a 60 i un 5,9% 65 anys o més.
L'edat mitjana era de 35 anys. Per cada 100 dones hi havia 98 homes. Per cada 100 dones de 18 o més anys hi havia 94,9 homes.
La renda mitjana per habitatge era de 61.042 $ i la renda mitjana per família de 64.798 $. Els homes tenien una renda mitjana de 40.092 $ mentre que les dones 28.787 $. La renda per capita de la població era de 21.323 $. Aproximadament el 3,9% de les famílies i el 4,5% de la població estaven per davall del llindar de pobresa.

## Poblacions properes
El següent diagrama mostra les poblacions més properes.